# Принц Мотойосі
Принц Мотойосі (*Мотойсі-сінно, 890 — 3 вересня 943) — середньовічний японський поет періоду Хейан.

## Життєпис
Походив з імператорської правлячої династії. Старший син імператора Йодзея. Його матір'ю була придворна пані — донька Фудзівара но Тонаґи. Народився 890 року. Оскільки його батька на час народження Мотойосі зрікся трону, той втратив якійсь шанси стати імператором. Тому став приділяти більше увазі літературі, розвагам і пригодам. Замолоду відомий був своїми любовними пригодами, деякі з яких описано в повісті «Ямато-моноґатарі» і збірці оповідань «Кондзаку-моноґатарі». Листувався з відомоюпоетесою Укон.
У 936 році принц фінансово підтримав будівництво центральної колони в буддистському храмі Дайґо-дзі.

## Творчість
Складав вірші-вака, які містяться в імператорській антології «Ґосен вака-сю» («Пізніша збірка японських пісень» — 20 танка), власній посмертній — «Мотойосі-сінно-сю» («Збірка принца Мотойосі»). Один з віршів потрапив до збірки «Оґура Хякунін іс-сю» (№ 20).